# Лапи-Линкі
Лапи-Линкі (пол. Łapy-Łynki) — село в Польщі, у гміні Лапи Білостоцького повіту Підляського воєводства.
Населення — 175 осіб (2011).
У 1975-1998 роках село належало до Білостоцького воєводства.

## Демографія
Демографічна структура станом на 31 березня 2011 року:
|          | Загалом | Допрацездатний вік | Працездатний вік | Постпрацездатний вік |
| -------- | ------- | ------------------ | ---------------- | -------------------- |
| Чоловіки | 89      | 17                 | 62               | 10                   |
| Жінки    | 86      | 15                 | 48               | 23                   |
| Разом    | 175     | 32                 | 110              | 33                   |